# Lomho
Lomho är en ort i Mexiko.   Den ligger i kommunen Chamula och delstaten Chiapas, i den sydöstra delen av landet, 700 km öster om huvudstaden Mexico City. Lomho ligger 2 301 meter över havet och antalet invånare är 341.
Terrängen runt Lomho är varierad. Runt Lomho är det tätbefolkat, med 550 invånare per kvadratkilometer. Närmaste större samhälle är San Cristóbal de las Casas, 9,3 km sydost om Lomho. I omgivningarna runt Lomho växer huvudsakligen savannskog.